# Alfred G. Fischer

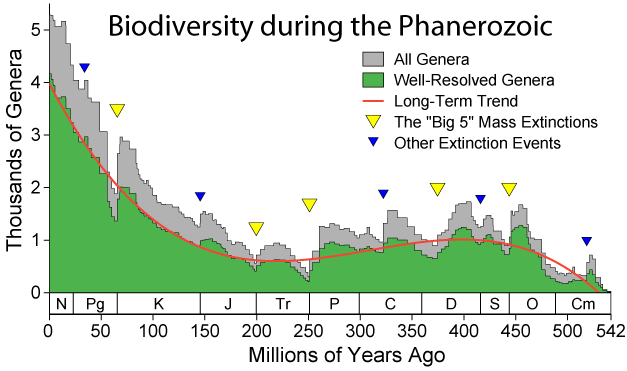
Zmiany bioróżnorodności w fanerozoiku

Alfred George Fischer (ur. 12 grudnia 1920 w Rotenburg an der Fulda, zm. 2 lipca 2017 w Santa Barbara) – niemiecko-amerykański naukowiec, profesor Earth Sciences w Uniwersytecie Princeton, specjalista w dziedzinie historii Ziemi i innych nauk o Ziemi (m.in. geofizyka, oceanografia, paleontologia, klimatologia).

## Życiorys
Urodził się w Niemczech, studiował geologię w University of Wisconsin, stopień doktora otrzymał w 1950 roku w Columbia University, był wykładowcą i pracownikiem naukowym Princeton University. W roku 1992 otrzymał Gustav-Steinmann-Medaille, w 1993 roku – Penrose Medal, w roku 2009 Mary Clark Thompson Medal. W 1994 roku został członkiem National Academy of Sciences (Geology).
Jest znany jako twórca koncepcji naprzemiennych okresów „cieplarni” i „chłodni”, opracowanej na podstawie wyników badań stratygraficznych. Zasugerował istnienie w historii Ziemi stosunkowo regularnie występujących okresów masowego wulkanizmu (ok. 32 mln lat) i okresów dużej bioróżnorodności (ok. 27 mln lat). Zaobserwowane cykle są nazywane „cyklami oceanicznymi” lub „megacyklami Fischera”. Uzasadnieniem pierwszej nazwy jest fakt, że przejścia cieplarnia–chłodnia–cieplarnia–... Fischer powiązał z charakterystycznymi zmianami termicznej stratyfikacji wód oceanów (zob. stratyfikacja termiczna wody w jeziorze).

## Publikacje
Tematykę opracowań naukowych ilustrują np. publikacje:
- Henry Van Wagenen @Howe, Alfred George Fischer, New Tertiary Ostracode Fauna from Levy County, Florida (1951)[10],
- Alfred George Fischer, The Echinoid Fauna of the Inglis Member, Moodys Branch Formation (1951)[11],
- Henry Van Wagenen @Howe, Alfred George Fischer, The Echinoid Fauna of the Inglis Member, Moody Branch Formation (1951)[12],
- Howard T. Odum, Alfred George Fischer, Pt. I Dissolved Phosphorus in Florida Waters: Pt. II Petrology of Eocene Limestones in and Around the Citrus-Levy County Area, Florida (1953)[13],
- Alfred G. Fischer, Latitudinal Variations in Organic Diversity (1960)[14],

- Alfred G. Fischer, Geological Time-Distance Rates: The Bubnoff Unit (1969)[15],
- M.A. Arthur, A.G. Fischer, Upper Cretaceous-Paleocene magnetic stratigraphy at Gubbio, Italy; I. Lithostratigraphy and sedimentology (1977)[16],
- Michael A. Arthur, Alfred G. Fischer, Upper Cretaceous–Paleocene magnetic stratigraphy at Gubbio, Italy I. Lithostratigraphy and sedimentology (1977)[17],
- Walter Alvarez, Michael A. Arthur, Alfred G. Fischer i wsp., Upper Cretaceous–Paleocene magnetic stratigraphy at Gubbio, Italy V. Type section for the Late Cretaceous-Paleocene geomagnetic reversal time scale (1977)[18],
- Alfred G. Fischer, Long-Term Climatic Oscillations Recorded in Stratigraphy (1982)[19],
- Giovanni Napoleone, Isabella Premoli Silva, Friedrich Heller, Paolo Cheli, Siro Corezzi, Alfred G. Fischer, Eocene magnetic stratigraphy at Gubbio, Italy, and its implications for Paleogene geochronology (1983)[20].